# Hildebrandtiella tetragona
Hildebrandtiella tetragona là một loài rêu trong họ Pterobryaceae. Loài này được (Sw. ex Hedw.) Paris mô tả khoa học đầu tiên năm 1900.